# Gymnophora inthanonensis
Gymnophora inthanonensis är en tvåvingeart som beskrevs av Brown 1998. Gymnophora inthanonensis ingår i släktet Gymnophora och familjen puckelflugor. Inga underarter finns listade i Catalogue of Life.